# صدف مته‌ای زبانی
صدف مته‌ای زبانی (نام علمی: Terebra glossema) نام یک گونه از سرده مته‌ای‌ها است.